# Dead or Alive
A Dead or Alive egy 1980-ban alapított popegyüttes volt az Egyesült Királyságból, akik legfőképpen a 80-as években voltak sikeresek, legnagyobb slágerük a You Spin Me Round (Like a Record) volt. Emellett további sikeresnek mondható dalaik például a Brand New Lover, a Turn Around and Count to Ten, vagy a Something in My House. Az együttes legfontosabb tagjai Pete Burns énekes-frontember, Steve Coy dobos, Mike Percy basszusgitáros és Timothy Lever gitáros és billentyűs, a legnagyobb slágerek ezzel a felállással születtek meg, de rövidebb-hosszabb ideig összesen majdnem 20 ember volt tagja az együttesnek hivatalos fennállása során.
Zenei termésük: 8 stúdióalbum (1 posztumusz) , 5 válogatásalbum, 2 remixalbum, 28 hivatalosan számon tartott kislemez (ebből több remix, illetve újra kiadott dal is volt), valamint ebből 3 olyan dal, amelyik első helyen nyitott valamelyik jelentősebb zenei listán, a You Spin Me Round (Like a Record) pedig a pályafutásuk csúcspontja, nemzetközileg jegyzett és évtizedekig a rádiókban játszott zene volt. A zenekar egészen 2016-ig aktív volt kisebb-nagyobb mértékben, azonban a frontember, Pete Burns 2016 októberi, szívinfarktus okozta halála után az együttes hivatalosan is feloszlott.

## Diszkográfia
Stúdióalbumok
- Sophisticated Boom Boom (1984)
- Youthquake (1985)
- Mad, Bad, and Dangerous to Know (1987)
- Nude (1989)
- Fan the Flame (Part 1) (1990)
- Nukleopatra (1995)
- Fragile (2000)
- Fan the Flame (Part 2) [The Resurrection] (2021)